# Volker Weininger

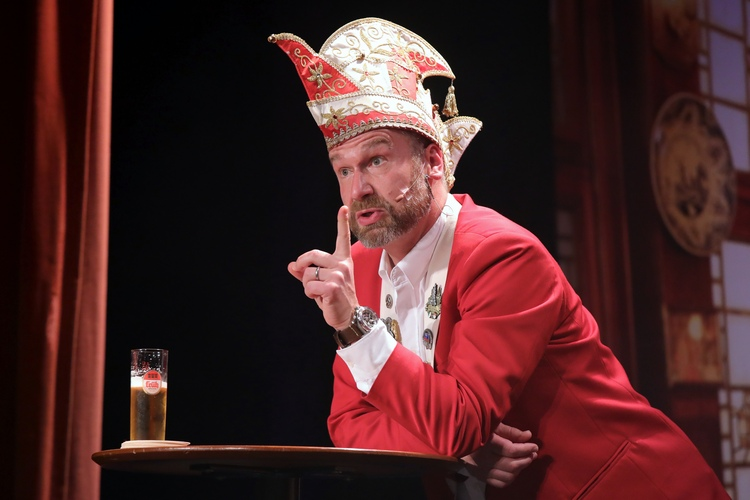
Volker Weininger, 2019

Volker Weininger (* 22. Januar 1971 in Waldbröl) ist ein deutscher Kabarettist, Büttenredner und Autor. Er tritt als „Der Sitzungspräsident“ im Kölner Karneval auf.

## Leben
Volker Weininger wuchs in Windeck-Schladern auf, machte 1990 sein Abitur am Bodelschwingh-Gymnasium Herchen und begann danach an der Universität Bonn ein Lehramtsstudium in den Fächern Deutsch und Englisch, das er mit dem Ersten Staatsexamen abschloss. Im Anschluss arbeitete er mehrere Jahre als Lehrbeauftragter für Deutsch als Fremdsprache an verschiedenen Hochschulen im Rheinland.
2008 debütierte er mit seinem ersten Solo-Kabarettprogramm Bestatten: Weininger!. 2012 folgte die Premiere des zweiten Programms Euer Senf in meinem Leben, das mehrfach preisgekrönt wurde. Im September 2015 fand die Uraufführung von Bildung. Macht. Schule. (Alternativtitel seit 2017: Der Schulmärchenreport) statt, einem Programm, das sich kritisch mit dem Bildungssystem auseinandersetzt.
Weininger war einer der Mitbegründer der alternativen Karnevalssitzung Die Blaue Bütt, die von 1998 bis 2012 im Café Hahn in Koblenz lief und die er als Sitzungspräsident leitete. Zusätzlich zu seiner Arbeit auf der Bühne arbeitet Weininger immer wieder auch als Autor. Er schrieb u. a. für das WDR-Fernsehen und die Kölner Stunksitzung.
Seit 2012 ist er in seiner Kunstfigur „Der Sitzungspräsident“ auch als Redner im Kölner Karneval tätig, erlangte dort rasch Popularität und zählt mittlerweile zur Spitzengruppe der rheinischen Büttenredner. 2013 moderierte er zusammen mit Marita Köllner und Wicky Junggeburth im WDR Fernsehen die Sessionseröffnung des Kölner Karnevals auf dem Heumarkt und ist regelmäßiger Gast in der ARD-Fernsehsitzung Karneval in Köln.
Seit 2019 tritt Weininger auch außerhalb des Karnevals fast ausschließlich als „Der Sitzungspräsident“ auf und widmete ihm mit Solo! ein eigenes abendfüllendes Bühnenprogramm. Es wurde im Oktober 2023 im Kölner E-Werk aufgezeichnet und 2024 vom WDR ausgestrahlt. 2022 trat er bei der Proklamation des Kölner Dreigestirns erstmals im Fernsehen mit seinen Kollegen Martin Schopps und JP Weber als „Herrengedeck“ auf. Das Trio spielt seit 2023 jeweils an mehreren Wochenenden im November und Dezember in der Stadthalle Köln die Weihnachtsshow Schöne Bescherung!, die erstmals 2024 auch im WDR-Fernsehen gezeigt wurde. Im April 2024 hatte sein zweites Soloprogramm als Sitzungspräsident mit dem Titel Filmriss in der Kölner Volksbühne am Rudolfplatz Premiere.
Außerdem veröffentlicht er auf seinem YouTube-Kanal und auf seiner Facebook-Seite regelmäßig kurze Videoclips in der Online-Serie Philosophie am Glas und, während der COVID-19-Pandemie, Philosophie im Home Office, in der er sich satirisch mit politisch-gesellschaftlichen Auswirkungen des Pandemie-Geschehens auseinandersetzt. Von 2021 bis 2024 war er ehrenamtlicher Präsident der Karnevalistenvereinigung KAJUJA Köln, bei der er selber 2012 auf dem Vorstellabend sein Debüt im Kölner Karneval gefeiert hatte. Weininger lebt in Bonn, ist verheiratet und hat einen Sohn.

## Fernsehauftritte
- 2007, 2008, 2010, 2011 Fun(k)haus (WDR)
- 2010: Mann an Bord (WDR)
- 2013: Blötschkopp und die Rampensäue (WDR)
- 2013, 2015, 2018, 2019, 2020, 2021, 2023, 2024, 2025: Karneval in Köln (ARD)
- 2013: Co-Moderation Sessionseröffnung Kölner Karneval (WDR)
- 2013: So lacht NRW (WDR)
- 2014: Typisch Kölsch (ZDF)
- 2014: NDR Comedy Contest (NDR)
- 2014: Baustelle Deutschland (WDR)
- 2015, 2018, 2023, 2024, 2025: Düsseldorf Helau (ARD)
- 2015: Kanzleramt Pforte D (MDR)
- 2015: PussyTerror TV (WDR)
- 2016, 2021: Deine Sitzung (WDR)
- 2016: kabarett.com (SWR)
- 2017: Mann, Sieber! (ZDF)
- 2017, 2021, 2022, 2023: Jet zo laache: Unsere besten Karnevalsredner (WDR)
- 2020, 2022, 2023: Proklamation des Kölner Dreigestirns (WDR)
- 2021: Jet zo fiere: Das Beste aus „Karneval in Köln“ (WDR)
- 2021: Rosenmontag in Köln – Der ausgefallenste Zoch (WDR)
- 2023: Alaaf – 200 Jahre Kölner Karneval (WDR)
- 2023: Die Karnevals-Countdown-Show (WDR)
- 2023: Karneval Classics: Das Beste der Session 2022/23 (WDR)
- 2024: Jet zo laache – Die besten Reden der ARD Fernsehsitzung (WDR)
- 2024: Volker Weininger – Der Sitzungspräsident: Solo! (WDR)
- 2024: Das Herrengedeck Schöne Bescherung! (WDR)
- 2025: Wider den tierischen Ernst (WDR)

## Auszeichnungen
- Gewinner Närrischer Oscar 2025 des Kölner Express in der Kategorie „Beste Rede“[13]
- Gewinner Närrischer Oscar 2023 des Kölner Express in der Kategorie „Beste Rede“[14]
- Gewinner Närrischer Oscar 2020 des Kölner Express in der Kategorie „Beste Rede“[15]
- Gewinner Joldenes Spönnrad 2017[16]
- Gewinner Goldener Arsch mit Ohren 2017 des Fördervereins Kultur im Café Hahn e.V.[17]
- Gewinner des Hallertauer Kleinkunstpreises 2016[18]
- Gewinner des Niederrheinischen Kabarettpreises „Das Schwarze Schaf (Kabarettpreis)“ 2014[19]
- Gewinner des Jury-Preises „Reinheimer Satirelöwe“ 2013[20]
- Gewinner des Publikumspreises „Paulaner Solo+“ 2013[21]
- 2. Platz Jury-Preis „Paulaner Solo+“ 2013
- 2. Platz Melsunger Kabarett-Wettbewerb „Scharfe Barte“ 2013[22]
- 2. Platz Fränkischer Kabarettpreis 2013[23]
- Gewinner „Goldene Berta 2011“ der Eifel-Kulturtage[24]

## Rezeption
Joachim Käppner von der Süddeutschen Zeitung schrieb: „Volker Weininger hält Büttenreden und kommt dabei ohne Klischees und Latrinenwitze aus. Im Rheinland ist er weltberühmt. … Er hat die Tradition der Büttenrede, bei der einst die Untertanen ungestraft die Herrschaften schmähen durften, um ein Maß an Selbstironie bereichert wie wenige vor ihm. Die Haltung des bezechten Frohsinnsfunktionärs und die entsprechend mäandernde Redeweise sind, natürlich, eine Persiflage des sich gern auch selbst feiernden Karnevals.“

## Trivia
Im November 2007 war Weininger Kandidat bei der Quizsendung Wer wird Millionär? und gewann dort 32.000 Euro.

## Veröffentlichungen
- Der Schulmärchenreport. CD, Dabbelju, 2018
- Solo! – Das Live-Album Feez, 2023